# Витипан-Логаро-Мацока (Тревизо)
Витипан-Логаро-Мацока је насеље у Италији у округу Тревизо, региону Венето.
Према процени из 2011. у насељу је живело 244 становника. Насеље се налази на надморској висини од 181 м.